# Muzički sekvencer
Muzički sekvencer (ili audio sekvencer ili jednostavno sekvencer) je uređaj ili aplikacioni softver koji omogućava snimanje, editovanje, ili reprodukovanje muzike, rukovanjem notama i informacijom o performansama u nekoliko oblika, obično CV/Gejt, MIDI ili Otvorena kontrola zvuka (OSC), a mogu se koristiti i audio i automatizacioni podaci za DAV i dodatke.

## Pregled

### Moderni sekvenceri
Pojava digitalnog interfejsa za muzičke instrumente (MIDI) i kućnog računara Atari ST 1980-ih je programerima pružila mogućnost da dizajniraju softver koji bi mogao lakše da snimi i reprodukuje sekvence nota koje muzičar svira ili programira. Ovaj softver je takođe poboljšao kvalitet ranijih sekvencera koji su imali sklonost proizvođenja mehaničkog zvuka i mogli su samo da reprodukuju note sa potpuno jednakim trajanjem. Softverski zasnovani sekvenceri omogućili su muzičarima da programiraju predstave koje su bile izražajnije i humanije. Ovi novi sekvenceri takođe se mogu koristiti za kontrolu eksternih sintesajzera, posebno zvučnih modula koji su ugrađeni u stalak, a više nije bilo potrebno da svaki sintesajzer ima svoju namensku tastaturu.
Kako je tehnologija sazrevala, sekvenceri su stekli više funkcija, poput mogućnosti snimanja višestrukih audio zapisa. Sekvenceri koji se koriste za snimanje zvuka nazivaju se digitalnim audio radnim stanicama (engl. Digital audio workstation - DAW).
Mnogi savremeni sekvenceri mogu se koristiti za kontrolu virtuelnih instrumenata koji su implementirani kao softverski dodaci. To omogućava muzičarima da zamene skupe i nezgrapne samostalne sintisajzere njihovim softverskim ekvivalentima.
Danas se za opisivanje softvera često koristi termin „sekvencer”. Međutim, hardverski sekvenceri još uvek postoje. Klavijature imaju sopstvene ugrađene MIDI sekvencere. Dram mašine i neki stariji sintetizatori imaju ugrađen sopstveni stepeni sekvencer. Još uvek postoje samostalni hardverski MIDI sekvenceri, iako je tržišna potražnja za njima u velikoj meri smanjena zbog većeg skupa funkcija njihovih softverskih ekvivalenata.

## Tipovi muzičkih sekvencera
Muzički sekvenceri se mogu kategorizovati prema tipovima podataka, kao što su:
- MIDI podaci za MIDI sekvencere (primenjeni kao hardver ili softver)[5]
- Podaci CV/Gate za analogne sekvencere[6] i eventualno druge (preko CV/Gate interfejsa)
- Podaci o automatizaciji za automatizaciju mešanja u DAW-ovima,[note 2][7] i dodaci za softverski efekat / instrument za DAW sa funkcijama sekvenciranja
- Audio podaci u audio sekvencerima[8]

## Napomene
1. ↑  On WhatIs.com of TechTarget (whatis.techtarget.com), an author seems to define a term "Sequencer" as an abbreviation of "MIDI sequencer".
  - Margaret Rouse (april 2005). „Define sequencer”. WhatIs.com (whatis.techtarget.com). TechTarget. Архивирано из оригинала 27. 6. 2015. г. „In digital audio recording, a sequencer is a program in a computer or stand-alone keyboard unit that puts together a sound sequence from a series (or sequence) of Musical Instrument Digital Interface ( MIDI ) events (operations). The MIDI sequencer allows the user to record and edit a musical performance without using an audio-based input source. ...”
2. ↑  Automation parameters in DAWs are often interoperable with MIDI messages, i.e. Control Changes (CC) or System Exclusive (SysEx); in that case, it can be controlled in real-time via pre-assigned MIDI messages generated by MIDI controllers or MIDI sequencers, etc.   And even more so, in several DAWs, automation parameters are explicitly recorded as MIDI messages on their embedded MIDI sequencers. (See Price 2006)

## Literatura
- Arar, Raphael; Kapur, Ajay (2013). „A History of Sequencers: Interfaces for Organizing Pattern-Based Music” (PDF). Proceedings of the Sound and Music Computing Conference 2013 (SMC 2013), Stockholm, Sweden. Архивирано из оригинала (PDF) 2. 4. 2015. г.
- Rothstein, Joseph (1995). MIDI: A Comprehensive Introduction. Computer Music and Digital Audio Series. 7. A-R Editions, Inc. стр. 77, 122. ISBN 978-0-89579-309-6.
- Pinch, Trevor. J.; Trocco, Frank (2009). „Buchla's Box”. Analog Days: The Invention and Impact of the Moog Synthesizer (reprint изд.). Harvard University Press. стр. 55–56. ISBN 978-0-674-04216-2.
- Pejrolo, Andrea (2011). „1.7.1 The Primary Goals You Want to Achieve with Your Audio Sequencer”. Creative Sequencing Techniques for Music Production: A Practical Guide to Pro Tools, Logic, Digital Performer, and Cubase. Taylor & Francis. стр. 48. ISBN 978-0-240-52216-6.
- samples, Electronic Musician – featuring gear reviews, audio tutorials, loops and. „The MIDI Association Launches at NAMM 2016”. Архивирано из оригинала 14. 10. 2016. г. Приступљено 31. 8. 2016.
- Chadabe, Joel (1. 5. 2000). „Part IV: The Seeds of the Future”. Electronic Musician. Penton Media. XVI (5). Архивирано из оригинала 28. 9. 2012. г.
- Kirn, Peter (2011). Keyboard Presents the Evolution of Electronic Dance Music. Backbeat Books. ISBN 978-1-61713-446-3. Архивирано из оригинала 1. 2. 2017. г.
- „The life and times of Ikutaro Kakehashi, the Roland pioneer modern music owes everything to”. FACT Magazine: Music News, New Music. (на језику: енглески). 2. 4. 2017. Приступљено 6. 9. 2018.
- „Historical Early MIDI Documents Uncovered”. www.midi.org (на језику: енглески). Приступљено 18. 1. 2020.
- Smith, Dave; Wood, Chet (1. 10. 1981). „The 'USI', or Universal Synthesizer Interface” (на језику: енглески). Audio Engineering Society.
- „MIDI History:Chapter 6-MIDI Is Born 1980–1983”. www.midi.org (на језику: енглески). Приступљено 3. 1. 2023.
- Huber, David Miles (1991). The MIDI Manual. Carmel, Indiana: SAMS. ISBN 9780672227578.
- Chadabe, Joel (1. 5. 2000). „Part IV: The Seeds of the Future”. Electronic Musician. Penton Media. XVI (5). Архивирано из оригинала 28. 9. 2012. г.
- „Dave Smith”. KeyboardMag (на језику: енглески). Приступљено 20. 10. 2018.
- „Technical GRAMMY Award: Ikutaro Kakehashi And Dave Smith”. Архивирано из оригинала 22. 8. 2016. г. Приступљено 31. 8. 2016.
- „Ikutaro Kakehashi, Dave Smith: Technical GRAMMY Award Acceptance”. 9. 2. 2013. Архивирано из оригинала 9. 12. 2014. г. Приступљено 31. 8. 2016.
- Vail, Mark (2014). The Synthesizer. New York: Oxford University Press. стр. 56. ISBN 978-0-19-539481-8.
- Martin Russ (2004). Sound Synthesis and Sampling. стр. 66. ISBN 0240516923. Архивирано из оригинала 26. 10. 2017. г.
- Butler, Mark Jonathan (2006). Unlocking the Groove: Rhythm, Meter, and Musical Design in Electronic Dance Music. Indiana University Press. стр. 64. ISBN 0-2533-4662-2.
- „Roland - Company - History - History”. Архивирано из оригинала 12. 7. 2017. г. Приступљено 17. 5. 2017.

## Spoljašnje veze
- „History of electronic musical instruments and sequencers”. 120 Years of Electronic Music (120years.net).
- „Early sequencer controllers”. Vintage Synth Explorer. Архивирано из оригинала 24. 02. 2009. г. Приступљено 11. 12. 2019.
- Richmond, Leigh (11. 11. 1974). „Computer hums its own music”. Evening Times. Melbourne, FL. стр. A1. (1974 newspaper article about digital sequencer)
- „Search results of "audio sequencer"”, Google.com
- „Amazon.com: Audio Sequencers: Musical Instruments”, Amazon.com
- „German National Museum of Musical Automata in Bruchsal palace”, website of the Badisches Landesmuseum